# Fritillaria affinis
Fritillaria affinis là một loài thực vật có hoa trong họ Liliaceae. Loài này được (Schult. & Schult.f.) Sealy miêu tả khoa học đầu tiên năm 1980.